# Andergassen
Andergassen, auch in den Schreibweisen an der Gassen und An der Gassen, ist ein Tiroler Familienname.

## Herkunft und Bedeutung
Es gibt in den Telefonbüchern Italiens ~ 180, Österreichs ~ 40, Deutschlands ~ 20, der Schweiz ~ 6 Namenseinträge. Verhältnismäßig am häufigsten tritt der Name im Südtiroler Überetsch und dem Unterland auf.
Andergassen ist ein Wohnstättenname und bezeichnete ursprünglich denjenigen, der an einer Gasse wohnte. Verwandte Namensformen sind Gaß, Gasse, Gassen, Gasser, Gaßner und Gaßmann.

## Namensträger
- Albert Andergassen (1925–1965), österreichischer Wohnbaumanager
- Anton Andergassen (1893–1976), röm.-kath. Geistlicher Rat und Pfarrer von Rankweil (1954–1976)
- Eugen Andergassen (1907–1987), österreichischer Schriftsteller
- Ferdinand Andergassen (1892–1964), österreichischer Komponist und Kirchenmusiker
- Franziska An der Gassen (* 1978), deutsche Filmproduzentin und Drehbuchautorin
- Günther Andergassen (1930–2016), Tiroler Komponist, Musikwissenschaftler und Südtirolaktivist
- Heinrich Andergassen (1908–1946), deutscher Kriegsverbrecher
- Josef Andergassen (1861–1929), österr.-ungar. Kunsttischler, Altarbauer und Bildhauer
- Leo Andergassen (* 1964), Südtiroler Kunsthistoriker, Privatdozent und Direktor von Schloss Tirol / Castel Tirolo (Südtiroler Landesmuseen / Musei provinciali Alto Adige / Museums provinziai)
- Raphael Andergassen (* 1993), italienischer Eishockeyspieler
- Thomas Andergassen (* 1980), deutscher Geräteturner
- Willy Andergassen (1922–2001), italienischer Künstler

## Familie
- Andergassen (Familie)

## Herren an der Gassen
- Matthäus an der Gassen, Fürstbischof des Bistums Brixen (Reg. 1336–1363)
- An der Gassen (Adelsgeschlecht), Ministerialen der Grafen von Tirol